# Congresso de Verona

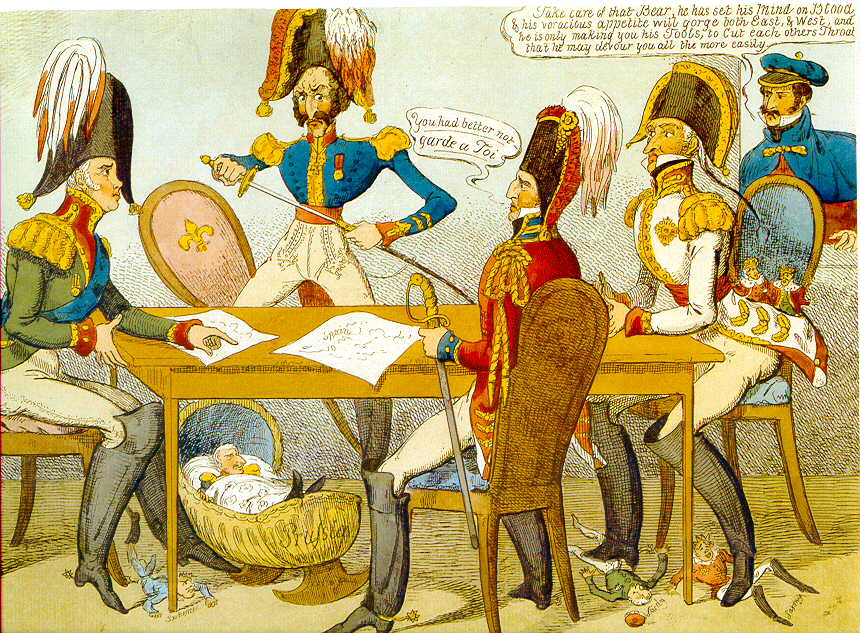
Caricatura dos trabalhos do Congresso de Verona

O Congresso de Verona foi uma reunião internacional realizada em Verona a 20 de Outubro de 1822 como parte do conjunto de reuniões internacionais deliberativas realizada após a derrota de Napoleão Bonaparte que se iniciou com o Congresso de Vienna em 1814-1815, que tinha instituído o Concerto da Europa como forma de encerrar as Guerras Napoleónicas.
O Congresso de Verona foi um encontro internacional de grande relevância, realizado na cidade italiana de Verona em 20 de outubro de 1822. Esse congresso integrou uma série de reuniões diplomáticas promovidas pelas potências europeias após a derrota de Napoleão Bonaparte, dando continuidade aos esforços iniciados no Congresso de Viena, realizado entre 1814 e 1815. O Congresso de Viena estabeleceu o chamado Concerto da Europa, um sistema de equilíbrio de poder que visava garantir a estabilidade política do continente e evitar novos conflitos semelhantes às Guerras Napoleônicas.
No contexto do Congresso de Verona, as principais nações europeias reuniram-se para debater temas cruciais da política internacional da época, como a situação na Espanha, onde uma revolução liberal ameaçava a monarquia absolutista de Fernando VII, além de questões relacionadas à independência das colônias espanholas na América. Outro ponto de destaque foi a discussão sobre a instabilidade política na Itália e as tentativas de manutenção da ordem monárquica frente aos movimentos revolucionários que se espalhavam pela Europa.
O evento contou com a participação das grandes potências da Santa Aliança — Rússia, Áustria e Prússia — além do Reino da França e do Reino Unido. Apesar da presença britânica, o Reino Unido se distanciou das resoluções intervencionistas propostas pelos demais países, evidenciando divergências dentro da aliança. Uma das decisões mais notáveis do congresso foi a autorização para que a França interviesse militarmente na Espanha, restaurando o regime absolutista de Fernando VII. Essa ação consolidou o papel das monarquias europeias na repressão dos movimentos liberais e reforçou o princípio da legitimidade monárquica defendido pela Santa Aliança.

Assim, o Congresso de Verona marcou um momento decisivo no cenário diplomático europeu do século XIX, representando a última das grandes conferências da era da Restauração. Suas deliberações evidenciaram a crescente divisão entre as potências conservadoras e liberais, prenunciando as transformações políticas que ocorreriam ao longo das décadas seguintes.